# 頼瑞隆
頼 瑞隆（らい ずいりゅう、ライ ルイロン、1973年〈民国62年〉11月15日 - ）は、中華民国（台湾）の政治家。民主進歩党所属の立法委員。

## 経歴
2016年の第9回立法委員選挙で高雄市第九選挙区から出馬し、同選挙区最高となる100,862票を獲得して初当選した。
2020年の第10回立法委員選挙では、選挙区再編により高雄市第八選挙区から出馬し、高雄市史上最多得票数である13万票以上の得票数で再選された。
2024年の第11回立法委員選挙では、12万票以上の得票数で国民党候補を破り、再選に成功した。

## 選挙記録
| 年度 | 選挙               | 選挙区           | 所属政党   | 得票数  | 得票率 | 当選                        | 注釈 |
| ---- | ------------------ | ---------------- | ---------- | ------- | ------ | --------------------------- | ---- |
| 2016 | 第9回立法委員選挙  | 高雄市第九選挙区 | 民主進歩党 | 100,862 | 60.57% |                             |      |
| 2020 | 第10回立法委員選挙 | 高雄市第八選挙区 | 民主進歩党 | 135,052 | 57.73% | 選挙区再編 高雄市最多得票数 |      |
| 2024 | 第11回立法委員選挙 | 高雄市第八選挙区 | 民主進歩党 | 121,064 | 57.75% |                             |      |